# Bätterkinden
Bätterkinden ist eine politische Gemeinde im Verwaltungskreis Emmental des Kantons Bern in der Schweiz.
Der Ortsname Bätterkinden ist eine Zusammensetzung aus dem althochdeutschen Personennamen Baturich, Patarih und der Ortsnamenendung ‑ingen. Der Name bedeutet «bei den (Gefolgs-)Leuten, der Sippe des Baturich, Patarih». Die Veränderung der Endung ‑(k)ingen in ‑(k)inden beruht auf einer Verschriftung der mundartlichen Aussprache.

## Geographie
Bätterkinden liegt rund 20 km nördlich von Bern. Es befindet sich westlich der Emme am Urtenenbach und am Limpach. Die Gemeinde besteht aus den Siedlungsgebieten Bätterkinden und Kräiligen, den Weilern Alp und Holzhäusern sowie den Aussenhöfen Berchtoldshof, Buuchi, Studenacher, oberer und unterer Löffelhof, Neumatt, Niedermatt und Rütti.
Die Nord-Süd-Ausdehnung beträgt 7,4 km. Bätterkinden ist von fünf Berner (Aefligen, Fraubrunnen, Utzenstorf, Wiler bei Utzenstorf, Zielebach) und fünf Solothurner Gemeinden (Buchegg, Biberist, Gerlafingen, Lohn-Ammannsegg, Lüterkofen) umgeben.

## Politik

### Legislative
Gemeindeversammlung, wahlberechtigt sind alle seit mindestens drei Monaten in der Gemeinde wohnhaften Einwohner ab dem 18. Lebensjahr mit Schweizer Bürgerrecht.

### Exekutive
Gemeinderat, bestehend aus 7 Mitgliedern, welche mittels Proporzwahl gewählt werden. Aktuelle Zusammensetzung (Legislaturperiode 2020–2024): 3 SVP, 3 SP, 1 parteilos. Gemeindepräsident ist seit 2023 Peter Kuhnert (SP, Stand 2024).

### Nationale Wahlen
Bei den Nationalratswahlen 2023 betrugen die Wähleranteile in Bätterkinden (in Klammern die Veränderung im Vergleich zu den Wahlen 2019 in Prozentpunkten): SVP 34,15 % (+6,00), SP 23,00 % (+1,56), Mitte 11,46 % (−2,94), glp 10,85 % (+0,33), Grüne 7,74 % (−3,22), FDP 5,03 % (−1,06), EVP 3,90 % (+0,91), EDU 1,61 % (+1,05), Weitere 2,25 % (−2,63).

## Wirtschaft

### Öffentlicher Verkehr
- Bahn-Verbindungen nach Bern und Solothurn mit Taktfahrplan (unter der Woche und in Stosszeiten alle 15 Min.). Die Fahrzeit nach Solothurn beträgt 12 Minuten und nach Bern 24 oder 30 Minuten.
- Limpachtal/Buchegg/Utzenstorf/Koppigen: Fr/Sa Nachtbus ab Bern

### Strassenverbindungen
Im Dorfteil Bätterkinden kreuzen sich zwei Kantonsstrassen: die T12 Transportroute Solothurn–Bern in nord-südlicher Richtung, die Strasse Lyss–Utzenstorf–Koppigen/Burgdorf in west-östlicher Richtung. Dazu kommt die Kantonsstrasse, welche Bätterkinden über Kyburg mit dem Bucheggberg verbindet. Die Autobahnanschlüsse Kirchberg (Richtung Bern) und Kriegstetten (Richtung Basel/Zürich) der A1 können in je ca. 10 Minuten Fahrzeit erreicht werden.

## Geschichte
Die älteste erhaltene urkundliche Erwähnung von Bätterkinden datiert auf das Jahr 1243.
Im März 2015 stimmten die Einwohner von Bätterkinden, Utzenstorf, Wiler und Zielebach über eine Fusion zur Gemeinde Landshut ab. Ausser Bätterkinden lehnten alle Gemeinden die Fusion ab.

Historisches Luftbild von Werner Friedli von 1953

## Sehenswürdigkeiten
- Die Reformierte Kirche Bätterkinden.

## Persönlichkeiten
- Benedictus Aretius (um 1522–1574), reformierter Theologe und Hochschullehrer
- Jeremias Lorza (1757–1837), reformierter Theologe
- Niklaus Käsermann (1755–1826), Komponist und Münsterkantor
- Samuel Gottlieb Hünerwadel (1771–1848), Vikar in Bätterkinden, verhinderte 1798, dass der Ort von den Franzosen niedergebrannt wurde
- Alfred Mürset (1860–1910), Oberfeldarzt der Armee
- Gottfried Widmer (1890–1963), Pfarrer in Bätterkinden und Orientalist in Bern
- Leonardo Bezzola (1929–2018), Fotograf[9]
- Ernst Leuenberger (1945–2009), Gewerkschafter und Politiker
- Florian Ast (* 1975), Popmusiker